# Egmondse School

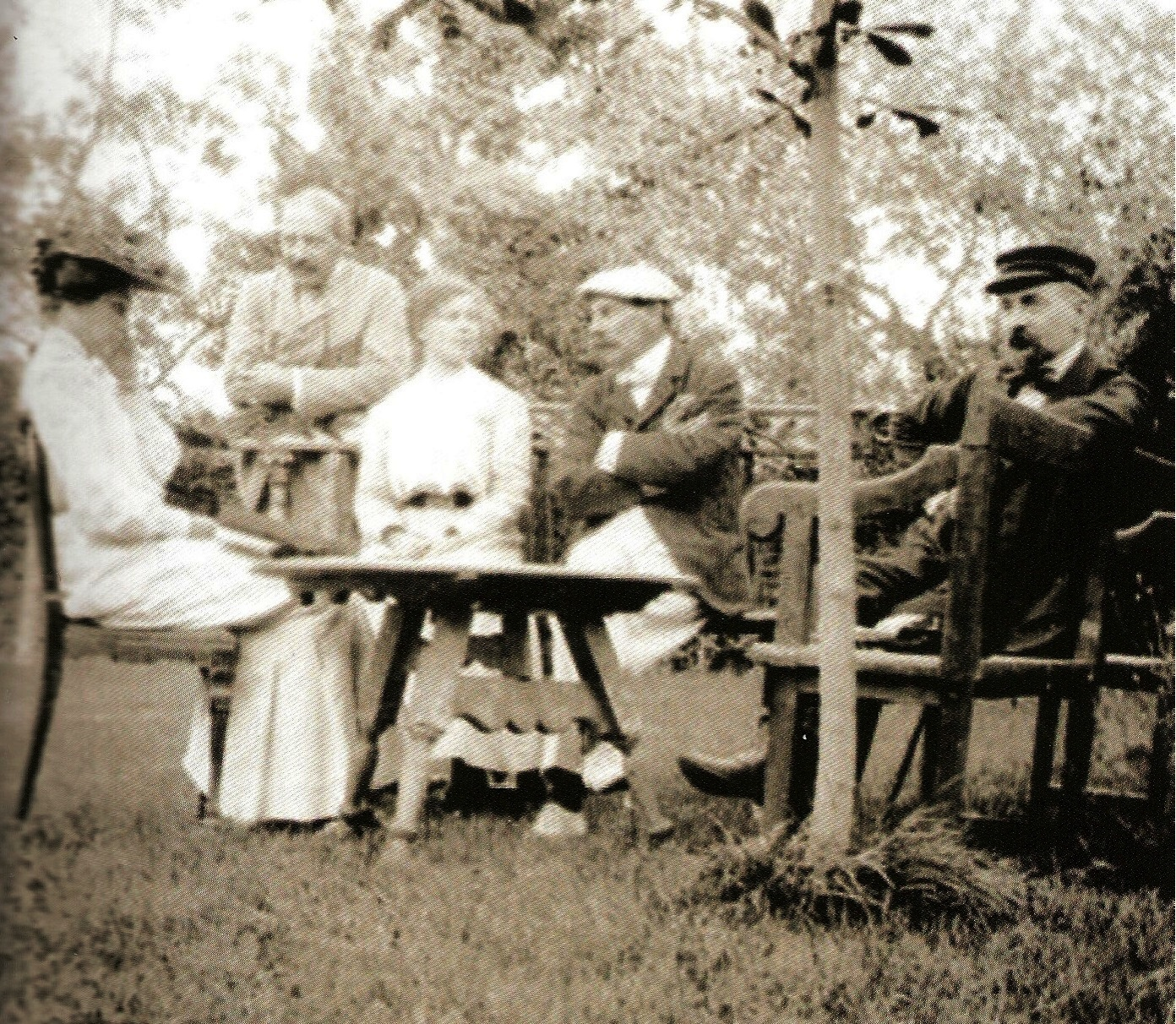
Hoofdrolspelers in de Egmondse School. V.l.n.r. Henriette Hitchcock, onbekend, Corinne Melchers, George Hitchcock, Gari Melchers.

De Egmondse School is de verzamelnaam voor een groep kunstschilders die tussen 1884 en 1905 werkzaam waren in en rond Egmond in Noord-Holland. Centrale figuur binnen de kolonie was de Amerikaan George Hitchcock, die er een "Art Summer School" startte.

## Historie
In 1884 streek de Amerikaanse kunstschilder George Hitchcock neer in het Noord-Hollandse vissersdorp Egmond aan Zee, na eerder te hebben gestudeerd aan de Académie Julian te Parijs, aan de kunstacademie in Düsseldorf en bij Hendrik Willem Mesdag in Den Haag. Hij werd aangetrokken door het bijzondere licht aan de Noordzee, het duin- en bollenlandschap, het authentieke Hollandse gemeenschapsleven, alsook de historie van de Hollandse schilderkunst, met grote musea in Amsterdam en Haarlem op reisafstand. Hitchcock werd al snel vergezeld door zijn vroegere studievriend Gari Melchers, die zijn voorkeuren deelde. Hitchcock schilderde vooral landschappen, vaak met bloembollenvelden. Melchers legde zich vooral toe op de portretteerkunst. 

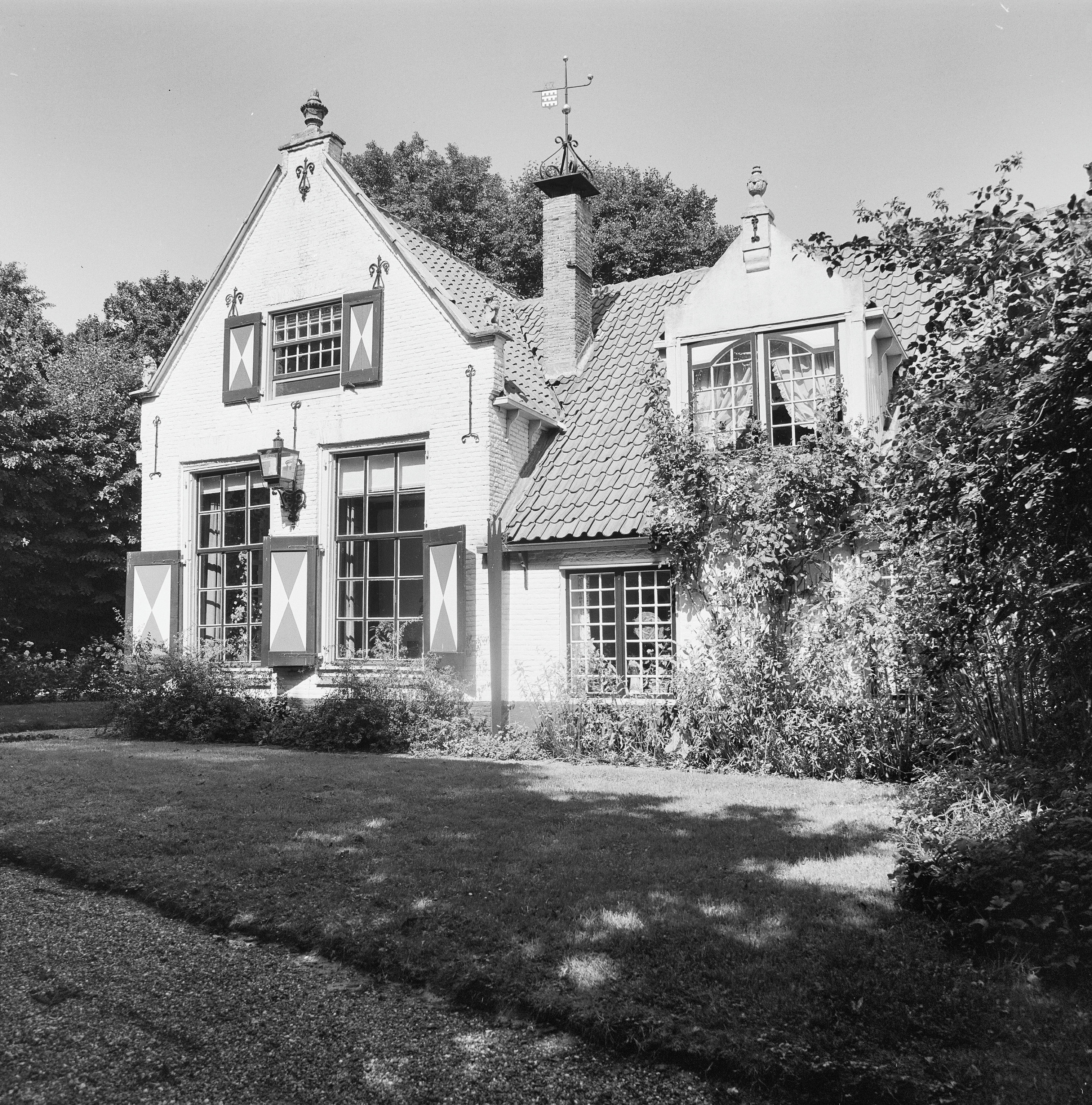
Landgoed Schuylenburgh

De aanwezigheid van Hitchcock en Melchers trok al snel andere kunstschilders naar Egmond, zoals Walter MacEwen, de Duitser Heinrich Heimes en Hitcocks vriend James Jebusa Shannon. Dat aantal nam nog sterk in aantal toe na 1890, toen Hitchcock er naar het voorbeeld van de Académie Julian een "Art Summer School" startte, vanaf 1893 gevestigd op het landgoed Schuylenburgh: iedereen kon vrijelijk inschrijven op de zomerschool en adviezen krijgen tijdens gezamenlijke teken- en schildersessies, als het even kon en plein air. De pensions in Egmond aan Zee voeren er wel bij en organiseerde met regelmaat ook exposities van de kunstschilders. Met name het Pension Bult aan de Schoolstraat werd een trefpunt voor de kolonie. 
Het was een bont gezelschap dat deelnam aan de zomerschool, voornamelijk jonge kunstschilders uit Nederland, Duitsland en vooral Amerika, onder wie Florence Kate Upton, Tamine Tadama-Groeneveld, Fokko Tadama, Paulus Adriaan Gildemeester, Alice Blair Ring, Hans Hermann, Heinrich Petersen-Angeln, Letta Crapo Smith en Karl Anderson. De school zou bestaan tot 1905, toen Hitchcock met zijn tweede vrouw Cecil Jay, die hij eveneens tijdens de zomerschool had leren kennen,  terug in Parijs ging wonen. Kort daarna zouden de kunstschilders uit Egmond aan Zee verdwijnen, met uitzondering van Melchers die er nog diverse jaren zou blijven.

## Stijl
Qua stijl sloot de Egmondse School aan bij het impressionisme en later ook het postimpressionisme. Ook zijn al vroeg elementen van het symbolisme te zien, met name in een aantal religieuze werken van Hitchcock en Melchers. Via Hitchcocks leermeester Mesdag zijn ook invloeden vanuit de Haagse School herkenbaar.
De Egmondse school onderscheidde zich van andere scholen en kolonies door een eigenzinnig fel kleurgebruik, veel intenser bijvoorbeeld dan dat van de Larense School. Daarnaast hadden de leden een sterke aandacht voor belijningen, meer dan bijvoorbeeld onder de Franse impressionisten gangbaar was. Het meest typerend waren echter de oer-Hollandse onderwerpkeuzes, waarbij gezocht werd naar de atmosfeer (de ‘ziel’) van het lokale gemeenschapsleven. Echter, omdat de leden van de Egmondse School een zo verscheidene achtergrond hadden en als deelnemers aan de zomerschool vaak maar een beperkte tijd in Egmond verbleven, bleek het gezamenlijk paradigma uiteindelijk niet sterk genoeg om een vooraanstaande plaats onder de internationale schildersdorpen in te kunnen nemen. Een aantal tentoonstellingen aan het begin van de 21e eeuw en onderzoekswerk van kunsthistoricus Peter van den Berg brachten de Egmondse School echter opnieuw onder de aandacht.

## Galerij

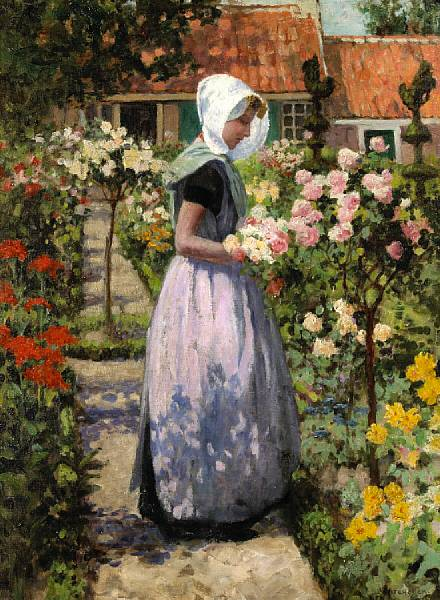
Hitchcock: Hollands meisje in de tuin
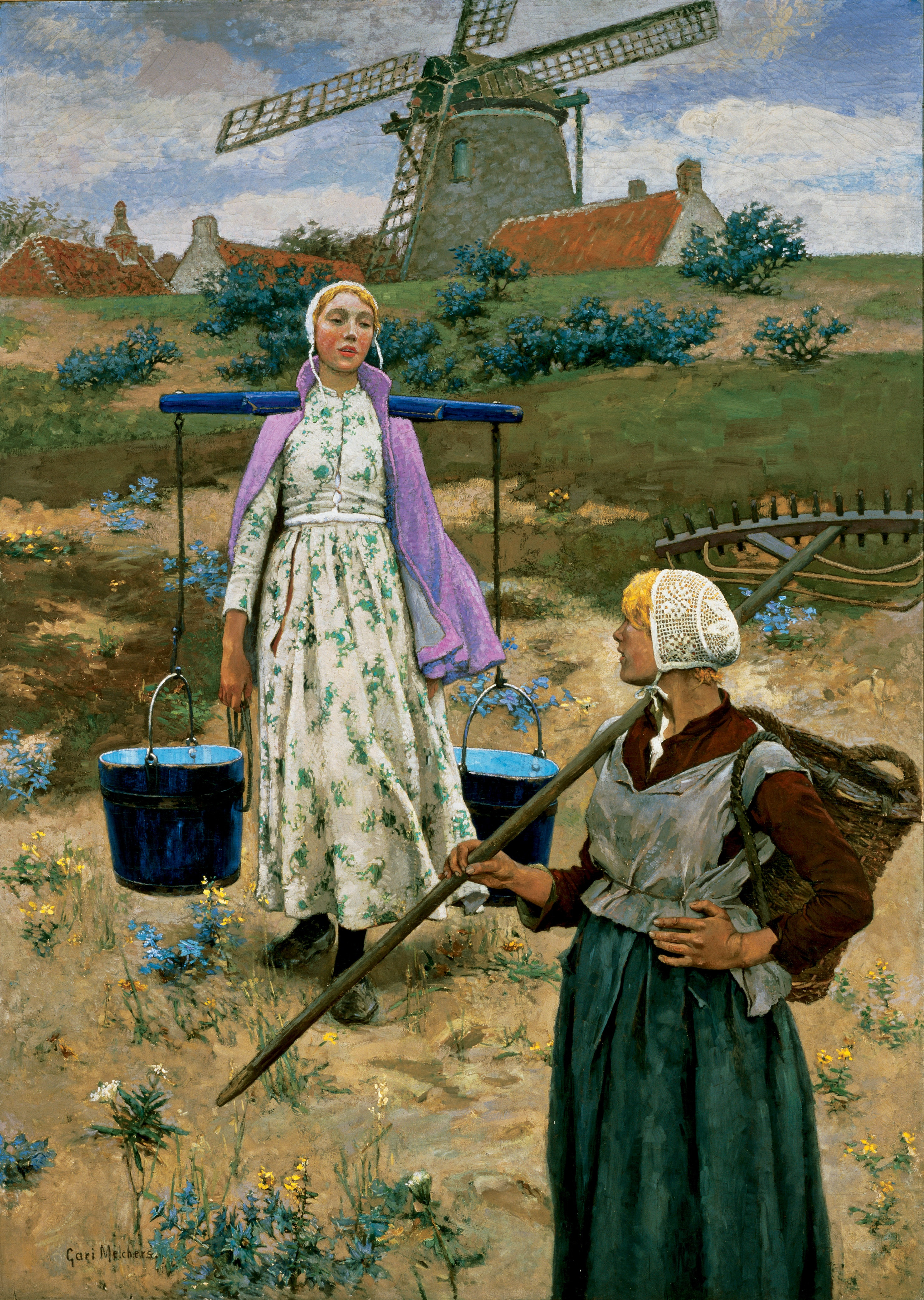
Melchers: In Holland
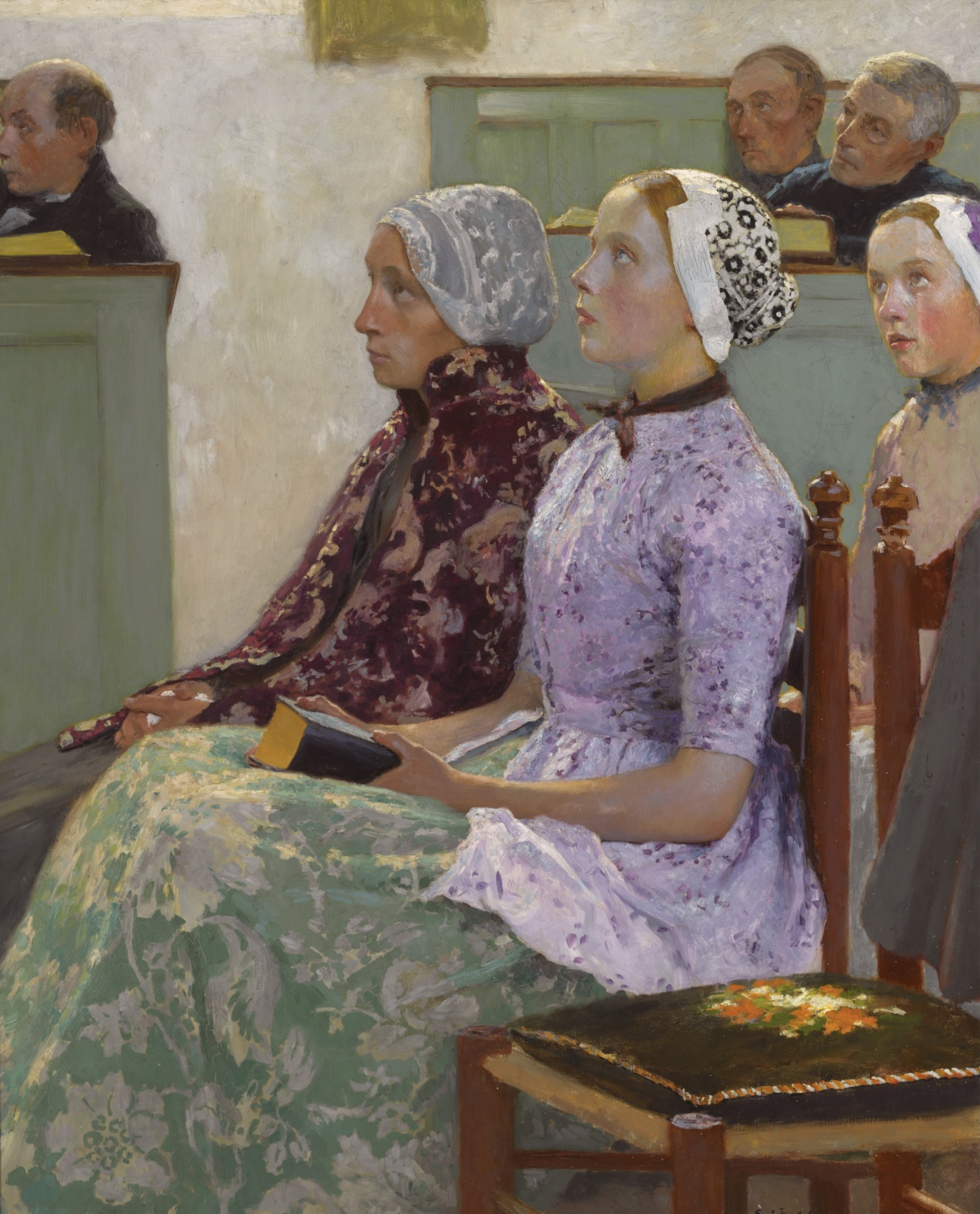
Melchers: In de kerk
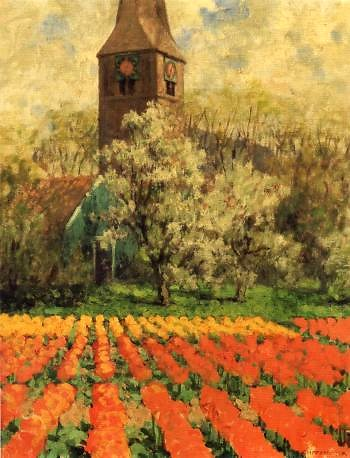
Hitchcock: Tulpenveld met boomgaard en klokkentoren
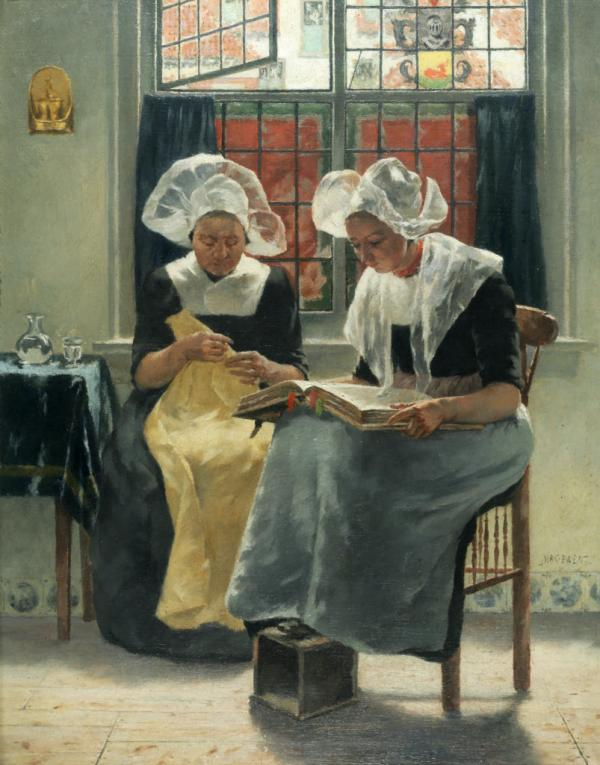
Walter MacEwen: Twee vrouwen in een interieur
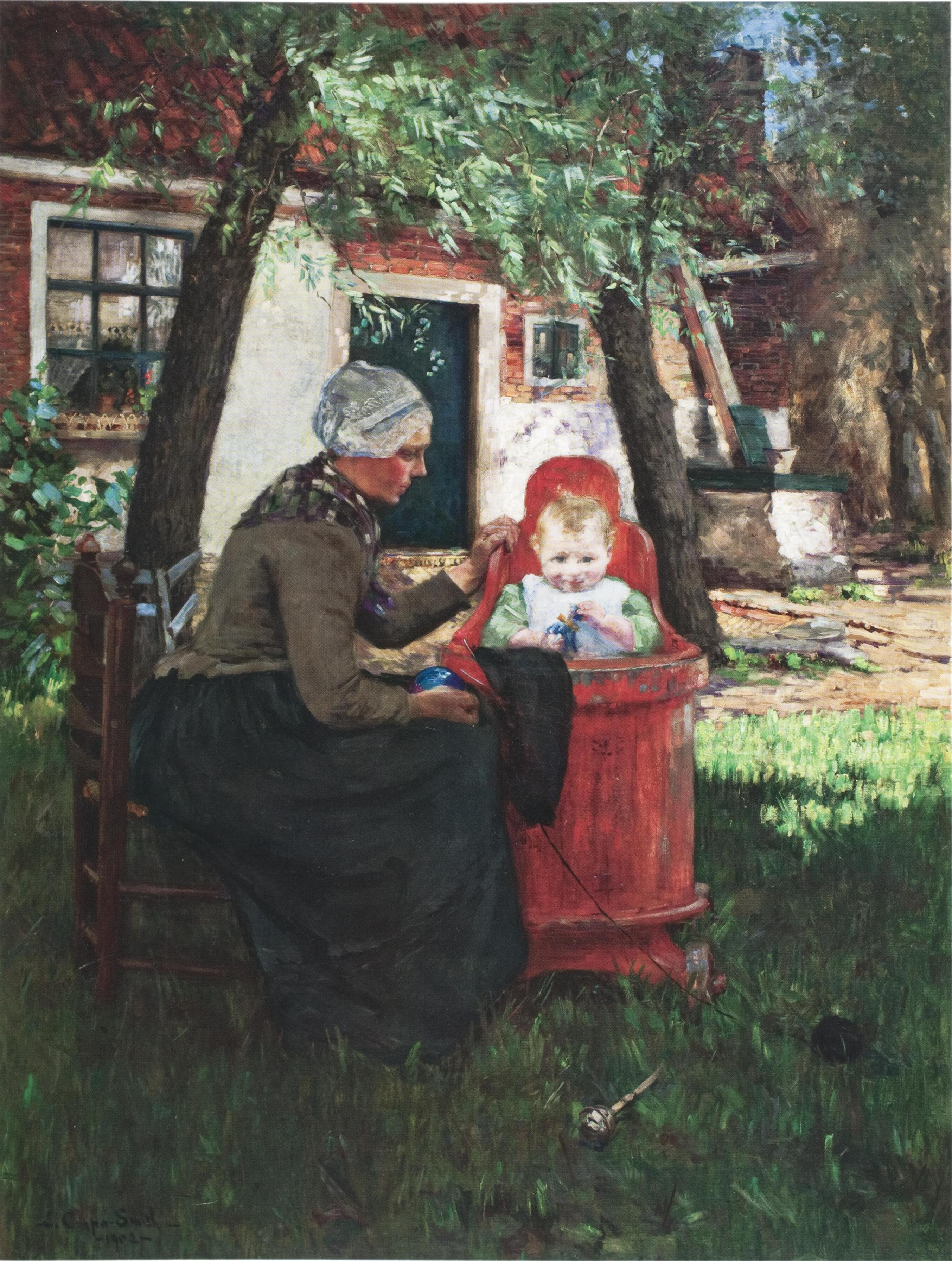
Letta Grappo Smith: Eerste verjaardag
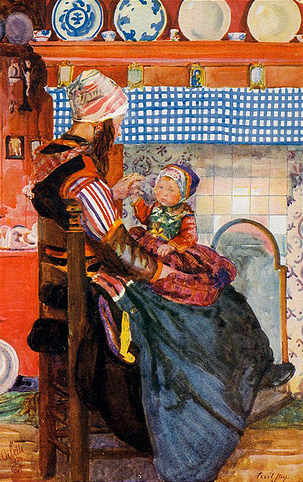
Cecil Jay: Hollandse moeder en kind
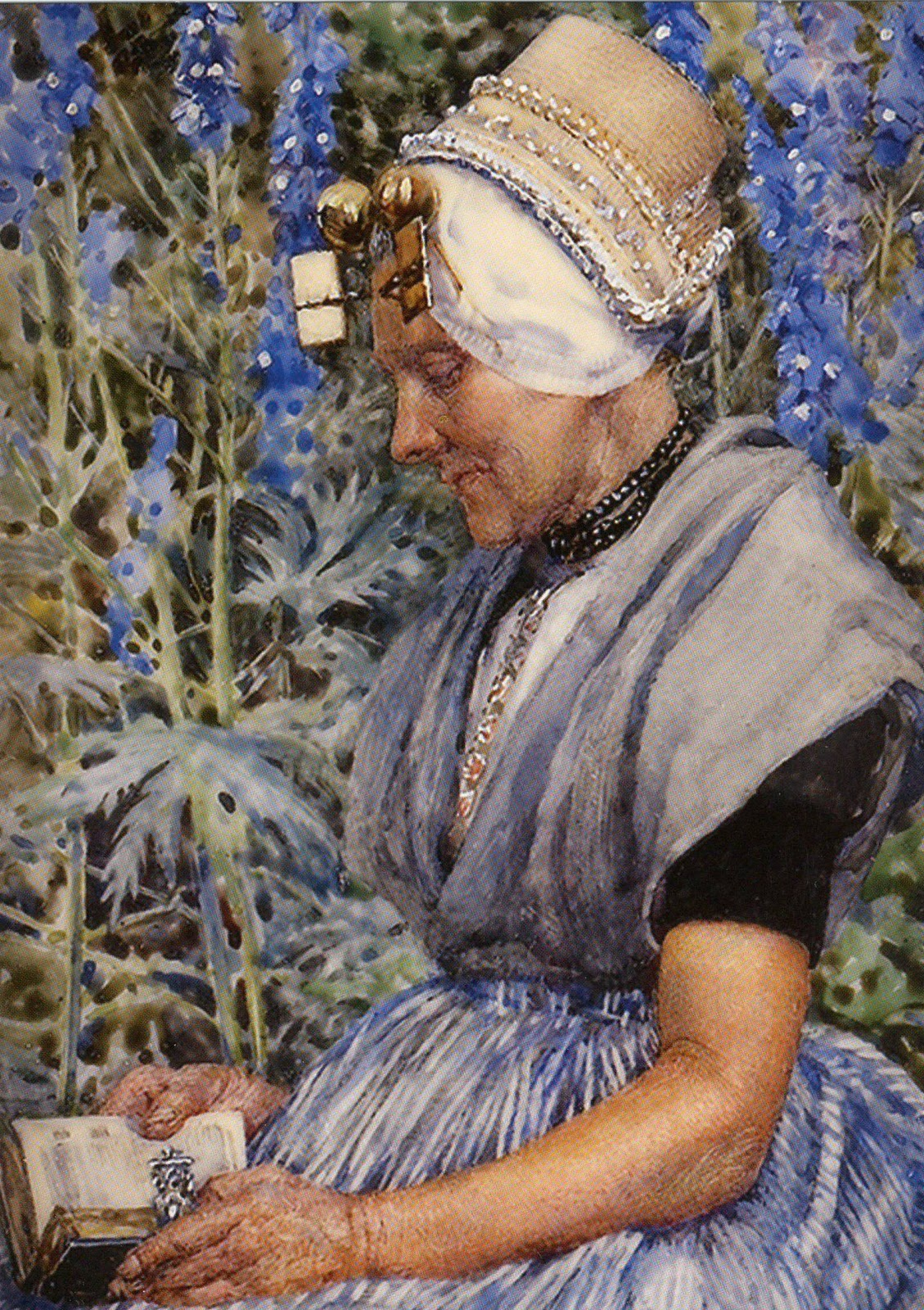
Cecil Jay: Portret van een Hollandse vrouw
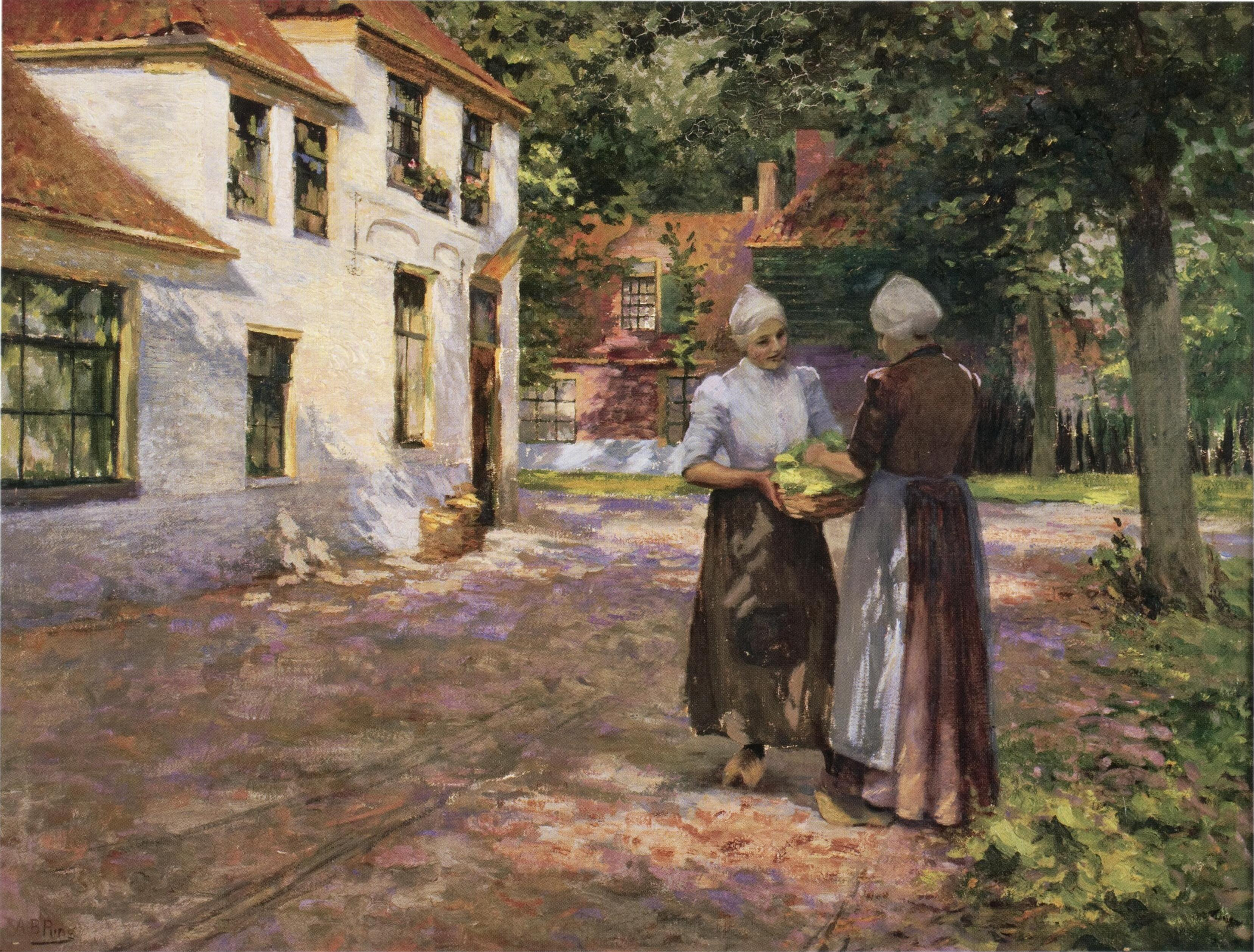
Blair Ring: Zonneschijn in de morgen, met links pension Bult
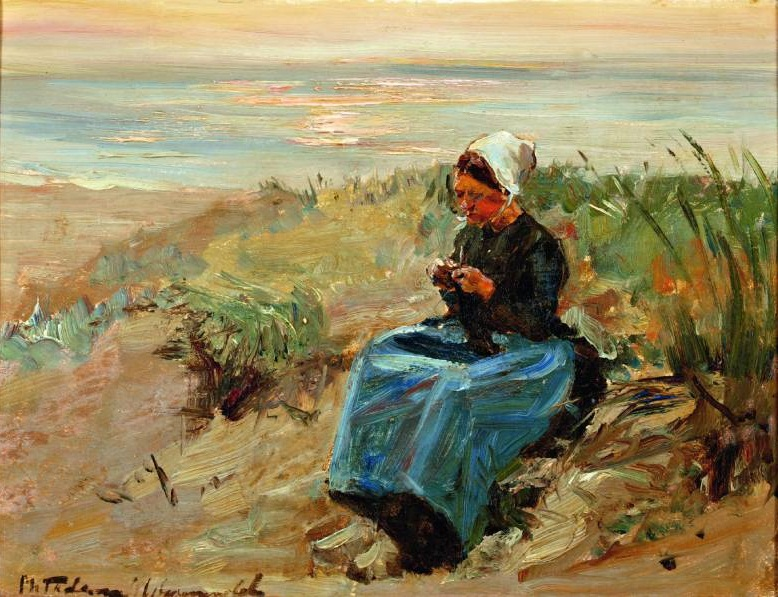
Tadama-Groeneveld: Vissersvrouw in het duin tegen zonsondergang